# Дроздовиці-Малі
Дроздовиці-Малі (пол. Drozdowice Małe) — село в Польщі, у гміні Вонсош Ґуровського повіту Нижньосілезького воєводства.
Населення — 66 осіб (2011).

## Демографія
Демографічна структура станом на 31 березня 2011 року:
|          | Загалом | Допрацездатний вік | Працездатний вік | Постпрацездатний вік |
| -------- | ------- | ------------------ | ---------------- | -------------------- |
| Чоловіки | 30      | 5                  | 22               | 3                    |
| Жінки    | 36      | 7                  | 21               | 8                    |
| Разом    | 66      | 12                 | 43               | 11                   |